# Michael Mansfield
Michael Mansfield (12 de octubre de 1941) es un conocido abogado inglés Y jefe de cámaras en Nexus Chambers. The Legal 500 lo describió como «El rey del trabajo en derechos humanos» y como un destacado defensor de las libertades civiles y los derechos humanos (incluidas acciones contra la policía).
Es un republicano británico, vegetariano, socialista y autodenominado «abogado radical», ha participado en importantes y controvertidos casos judiciales e investigaciones, entre ellos los Seis de Birmingham, la masacre del Domingo Sangriento, la tragedia de Hillsborough y las muertes de Jean Charles de Menezes y la princesa Diana

## Vida personal
Creció en Finchley, en el norte de Londres, y fue a la Holmewood Preparatory School (Woodside Park). Después, fue a la Highgate School y a la Universidad de Keele, donde se licenció en historia y filosofía antes de convertirse en el Secretario del Sindicato de Estudiantes de Keele. En 1967 se incorporó al cuerpo de abogados del Colegio de Abogados Gray. Unos años más tarde, en 1989, se convirtió en uno de los ministros del Consejo de la Reina, Queen's Counsel. En 2007, fue elegido representante del Colegio de Abogados Gray. Es patrocinador de la organización para la protección de los derechos de los animales "Viva!" (Voz Internacional Vegetariana para los Animales) y considera la producción animal un “genocidio”. Se ha casado dos veces. El primer matrimonio duró 19 años. Hoy en día está casado con Yvette. Tiene seis hijos (Johnathan, Anna, Louise, Leo, Kieran y Fred). Actualmente es el presidente de la Asociación de Abogados Socialistas Haldane. 

## Casos famosos
Mansfield ha representado casos muy conocidos en el Reino Unido y en el resto del mundo. Los condenados injustamente por el bombardeo del IRA a los pubs de Guilford y Birmingham; la Angry Brigade; el antiguo dirigente de la IRA, Brian Keenan; James Hanratty, uno de los últimos condenados a muerte en Inglaterra; las personas involucradas con el bombardeo de la embajada israelí en Londres; la familia de Stephen Lawrence; las familias del Domingo Sangriento; el líder minero Arthur Scargill; Angela Cannings, acusada injustamente de haber matado dos bebés; Fatmir Limaj, líder albanokosovar procesado en La Haya; Mohamed al-Fayed en la investigación por la muerte de su hijo Dodi al-Fayed y Diana, la princesa de Gales; y la familia de Jean Charles de Menezes, joven que murió tiroteado por la policía de Londres en 2005.
El 7 de abril de 2025, Michael Mansfield presentó una demanda por crímenes de guerra y/o crímenes de lesa humanidad contra diez soldados británicos que habían servido en el ejército israelí en la guerra de Gaza. En concreto, estos soldados están acusados del asesinato de civiles y trabajadores humanitarios; ataques indiscriminados contra zonas civiles, incluidos hospitales; ataques contra lugares protegidos por su interés histórico o religioso; y del traslado forzoso de civiles.

## Lectures
- Michael Mansfield, Memoirs of a Radical Lawyer. London, Bloomsbury. 2009. ISBN 978-0-7475-7654-9